# جيمس آرنوت
جيمس آرنوت (بالإنجليزية: James Arnott)‏ (ولد في المملكة المتحدة - )، لاعب كرة قدم بريطاني في مركز حراسة المرمى. لعب مع نادي بيرنلي.